# Анци
Анци (итал. Anzi) — город в Италии, расположен в регионе Базиликата, подчинён административному центру Потенца (провинция).
Население составляет 1930 человек (на 31.12.2004 г.), плотность населения составляет 25 чел./км². Занимает площадь 76 км². Почтовый индекс — 85010. Телефонный код — 00971.
Покровителем города почитается святой Донат из Ареццо, празднование 7 августа.